# Jiří Polnický
Jiří Polnický (Mladá Boleslav, 16 de diciembre de 1989) es un ciclista checo.

## Palmarés
2012
- 3.º en el Campeonato de la República Checa en Ruta

2016
- 1 etapa del CCC Tour-Grody Piastowskie